# SM UC-14
Le SM UC-14 (ou Unterseeboot UC-14) est un sous-marin allemand (U-Boot) de type UC I mouilleur de mines utilisé par la Kaiserliche Marine pendant la Première Guerre mondiale.
Les mines posées par l'UC-14 au cours de ses 38 patrouilles ont permis de couler 20 navires, dont le pré-dreadnought italien Regina Margherita qui, avec un déplacement de 13 427 tonnes, était l'un des plus grands navires coulés par les sous-marins allemands pendant la guerre.

## Conception
Sous-marin allemand de type UC I, le SM UC-14 a un déplacement de 168 tonnes en surface et de 183 tonnes en immersion. Il avait une longueur totale de 33,99 m, une largeur de 3,15 m, et un tirant d'eau de 3,04 m. Le sous-marin était propulsé par un moteur diesel Daimler-Motoren-Gesellschaft à six cylindres et quatre temps, produisant 90 chevaux-vapeur (66 kW), un moteur électrique produisant 175 chevaux-vapeur (129 kW) et un arbre d'hélice. Il était capable de fonctionner à une profondeur de 50 mètres.
Le sous-marin avait une vitesse maximale en surface de 6,20 nœuds (11,48 km/h) et une vitesse maximale en immersion de 5,22 nœuds (9,67 km/h). Lorsqu'il est immergé, il peut parcourir 50 milles marins (93 km) à 4 nœuds (7,4 km/h) ; lorsqu'il fait surface, il peut parcourir 780 milles marins (1 440 km) à 5 nœuds (9,3 km/h). Le SM UC-14 était équipé de six tubes de mines de 100 centimètres, douze mines UC 120 et une mitrailleuse de 8 millimètres. Son équipage était composé de quatorze à dix-neuf membres.
Le SM UC-14 a été commandé le 23 novembre 1914 comme le treizième d'une série de 15 navires de type UC I (numéro de projet 35a, attribué par l'Inspection des navires sous-marins), dans le cadre du programme de guerre d'expansion de la flotte. Les cinq derniers navires de ce type, dont l'UC-14, ont été construits dans le chantier naval A.G. Weser à Brême. Le chantier naval a estimé la durée de construction du navire à 5-6 mois.

## Affectations
- U-Flottille Pola du 5 juin 1915 au 9 octobre 1916
- U-Flottille Flandern du 11 juin 1917 au 3 octobre 1917

## Commandement
- Oberleutnant zur See (Oblt.) Cäsar Bauer du 5 juin 1915 au 6 janvier 1916
- Oberleutnant zur See (Oblt.) Franz Becker du 7 janvier 1916 au 30 juin 1916
- Oberleutnant zur See (Oblt.) Alfred Klatt du 1er juillet 1916 au 9 octobre 1916
- Oberleutnant zur See (Oblt.) Ulrich Pilzecker du 11 janvier 1917 au 6 juillet 1917
- Oberleutnant zur See (Oblt.) Hellmut Lorenz du 7 juillet 1917 au 13 septembre 1917
- Oberleutnant zur See (Oblt.) Adolf Feddersen du 14 septembre 1917 au 3 octobre 1917

## Patrouilles
Le SM UC-14 a réalisé 38 patrouilles pendant son service actif.

## Navires coulés
Les mines posées par le  SM UC-14 ont coulé 14 navires marchands pour un total de 8 182 tonneaux et 2 navires de guerre pour un total de 14 107 tonnes au cours des 38 patrouilles qu'il effectua.
| Date              | Nom                  | Nationalité      | Tonnage | Destin |
| ----------------- | -------------------- | ---------------- | ------- | ------ |
| 4 décembre 1915   | Intrepido            | Regia Marina     | 680     | Coulé  |
| 4 décembre 1915   | Re Umberto           | Royaume d'Italie | 2 952   | Coulé  |
| 8 janvier 1916    | Citta Di Palermo     | Regia Marina     | 3 415   | Coulé  |
| 8 janvier 1916    | HMD Freuchny         | Royal Navy       | 84      | Coulé  |
| 8 janvier 1916    | HMD Morning Star     | Royal Navy       | 97      | Coulé  |
| 20 février 1916   | HMD Gavenwood        | Royal Navy       | 88      | Coulé  |
| 20 mars 1916      | Ginette              | Marine nationale | 272     | Coulé  |
| 26 novembre 1916  | HMD Finross          | Royal Navy       | 78      | Coulé  |
| 26 novembre 1916  | HMD Michaelmas Daisy | Royal Navy       | 99      | Coulé  |
| 12 décembre 1916  | Regina Margherita    | Regia Marina     | 13 427  | Coulé  |
| 30 mars 1917      | HMT Christopher      | Royal Navy       | 316     | Coulé  |
| 9 avril 1917      | HMT Orthos           | Royal Navy       | 218     | Coulé  |
| 23 mai 1917       | HMT Tettenhall       | Royal Navy       | 227     | Coulé  |
| 10 septembre 1917 | HMT Loch Ard         | Royal Navy       | 225     | Coulé  |
| 2 octobre 1917    | Willing Boys         | Royaume-Uni      | 51      | Coulé  |
| 7 octobre 1917    | Reliance             | Royaume-Uni      | 60      | Coulé  |

## Destin

### 1915
Après sa mise en service, le sous-marin SM UC-14 a été transporté en sections, par chemin de fer jusqu'à la base austro-hongroise de Pola sur l'Adriatique, où il a été réassemblé,. L'UC-14 a été incorporé à la flottille allemande Pola (U-Flottille Pola), opérant depuis Pola et Cattaro,. Le navire a été nominalement incorporé à la Marine austro-hongroise (kaiserliche und königliche Kriegsmarine ou K.u.K. Kriegsmarine) sous le nom de U-18, mais l'équipage est resté allemand . 
Du 29 juillet au 11 septembre, l'UC-14 était basé à Constantinople et opérait en mer Égée. Le premier succès a été obtenu le 4 décembre, lorsque deux navires italiens sont entrés dans le champ de mines réaalisé par l'UC-14: le destroyer italien Intrepido construit en 1912 (680 tonnes), qui a coulé près de Valona avec la perte de 4 marins,, et le navire à passagers Re Umberto de 1892 (2 953 tonneaux), avec la mort de 53 personnes près du cap Linguetta .

### 1916
Le 8 janvier 1916, trois unités ont été coulées sur des champs de mines érigés par l'UC-14 près de Brindisi: le navire de transport italien Citta Di Palermo construit en 1910. (3 415 tonneaux), qui a coulé avec 84 personnes, ; le cotre britannique HMD Freuchny (84 tonnes), sur lequel 8 membres d'équipage sont morts et le HMD Morning Star (97 tonnes), construit en 1907, sur lequel 9 marins sont morts.
Le 7 janvier 1916, le navire reçoit un nouveau commandant, qui est l'Oberleutnant zur See Franz Becker. Le 20 février 1914, le cotre HMD Gavenwood (88 tonnes), construit en 1914, coule par des mines érigées par l'UC-14 près de Brindisi, sur lequel 11 membres d'équipage meurent. 
Le 16 mars, sur la route de Cattaro à Corfou, le sous'marin UC-16 est attaqué par des torpilles tirées par un sous-marin ennemi : l'une passe juste derrière la poupe et l'autre touche le milieu du navire, mais n'explose pas. Le 20 mars, après avoir pénétré dans le champ de mines posé par l'UC-14 près de l'île de Corfou, un chalutier armé français de 1913, le Ginette (272 tonnes), coule.
Le 1er juillet, le commandement du navire est repris par l'Oberleutnant zur See Marcus Alfred Klatt. Le 9 octobre, l'UC-14 a terminé son service dans la Flottille Pola et est ensuite transporté par sections vers la mer du Nord. Cependant, les mines qu'il avait posé auparavant ont été la cause de l'extermination de trois autres unités: le 26 novembre, le cotre britannique HMD Finross (78 tonnes) a coulé près de Gallipoli et, dans les mêmes eaux, près de Santa Maria di Leuca, le cotre HMD Michaelmas Daisy  (99 tonnes), qui sombre avec tout son équipage de 12 personnes; le 12 décembre, près de Valona, le pré-dreadnought italien Regina Margherita de 13 427 tonnes de déplacement a coulé, 675 membres d'équipage sont morts dans la catastrophe,.

### 1917
Le 11 janvier, le navire est incorporé à la flottille des Flandres (U-Flottille Flandern) et son nouveau commandant est l'Oberleutnant zur See Ulrich Pilzecker. Pour le premier succès sous son commandement, l'équipage du navire a dû attendre le 30 mars, lorsque le chalutier armé britannique HMT Christopher (316 tonnes) a coulé au sud-est de Lowestoft à la position géographique de 52° 26′ N, 1° 48′ E - 5 membres d'équipage sombrent en même temps que le navire. Le 9 avril, son sort est partagé par un chalutier armé HMT Orthos (218 tonnes) construit en 1913, qui a coulé avec la perte d'un marin à la position géographique de 52° 23′ N, 1° 52′ E . Le 23 mai, un autre chalutier armé, le HMT Tettenhall (227 tonnes), a coulé à l'est de Lowestoft à la position géographique de 52° 30′ N, 1° 54′ E, sur laquelle 6 personnes sont mortes.
Le 7 juillet 1917, le nouveau commandant de l'UC-14 est nommé: l'Oberleutnant zur See Helmut Lorenz. Son exploit est le naufrage, le 10 septembre, d'un chalutier armé HMT Loch Ard (225 tonnes) construit en 1912, dans laquelle 5 personnes meurent à la position géographique de 52° 30′ N, 1° 53′ E.
Le 14 septembre, le commandement du navire est repris par l'Oberleutnant zur See Adolf Feddersen. Le 2 octobre, le bateau de pêche Willing Boys (51 tonneaux) coulé en mer du Nord, sur le champ de mines construit par l'UC-14, avec la perte de 5 marins, et le 7 octobre, son sort est partagé par le bateau de pêche Reliance (60 tonneaux), sur lequel 10 pêcheurs sont morts.
La nouvelle de ces succès n'est jamais parvenue à l'équipage de l'UC-14, puisque le 3 octobre 1917, le navire a coulé dans un champ de mines britannique au nord de Zeebrugge, à la position géographique de 51° 32′ 00″ N, 3° 08′ 45″ E avec tout son équipage.